# ویلوکس
ویلوکس (انگلیسی: VELUX) شرکت مصالح ساختمانی دانمارکی است، که در سال ۱۹۴۱ توسط ویلوم کان راسموسن تأسیس شد.